# Hedydipna platurus
Hedydipna platurus е вид птица от семейство Nectariniidae.